# Anouk Mels
Anouk Mels (Hoorn, 5 februari 1971) is een Nederlands softballer.
Mels speelde als pitcher voor de JRC- Ducks uit Boxtel, HCAW uit Bussum, Fukujuso in Japan, Ronchi Dei Legionari Peanuts in Italië en de Royals in Nieuw-Zeeland. Ze sloeg en gooide linkshandig. Mels nam deel aan de Olympische Zomerspelen in Atlanta in 1996 en werd opnieuw opgeroepen voor het Nederlands damessoftbalteam dat deel zou nemen aan de Olympische Zomerspelen 2008 maar haalde de uiteindelijke selectie niet. Ze sloot haar topsportloopbaan af bij de Gryphons uit Rosmalen. Momenteel is Mels nog actief als jeugdcoach in het honkbal bij haar eerste vereniging de JRC-Ducks.
Madelon Beek · 
Petra Beek · 
Luciène Geels · 
Jacqueline de Heer · 
Marjolein de Jong · 
Jacqueline Knol · 
Anita Kossen · 
Anouk Mels · 
Sandra Nieuwveen · 
Penny le Noble · 
Corrine Ockhuijsen · 
Sonja Pannen · 
Marlies van der Putten · 
Gonny Reijnen · 
Martine Stiemer